# Plaza Porlier
La plaza Porlier es una plaza situada en la ciudad de Oviedo, Principado de Asturias, España. 
Está ubicada en el casto histórico de la ciudad, junto a la catedral de San Salvador y a la plaza de Alfonso II. Está delimitada por las calles Eusebio González Abascal, Schultz, San Juan y Mendizábal y por los palacios de Valdecarzana y Camposagrado (dónde se sitúa la sede del Tribunal Superior de Justicia de Asturias), el antiguo Banco Asturiano y el Teatro Filarmónica.

## Historia
Hasta 1820 se la conoció como Plaza de la Fortaleza debido al fuerte construido por Alfonso III el Magno en el solar dónde ahora está el edificio de Telefónica. Durante el trienio liberal el nombre es cambiado al actual en honor al militar liberal Juan Díaz Porlier.
Especialmente conocida es la escultura El regreso de Williams B. Arrensberg también conocida como El viajero, de Eduardo Úrculo.
Aparece descrita en El libro de Oviedo (1887) de Fermín Canella y Secades con las siguientes palabras:

Porlier.—Se llamó primero Campo y después Plazuela de la Fortaleza: cuando el periodo constitucional de 1820 se le puso el nombre del famoso general D. Juan Díaz Porlier, el Marquesito, que tanto se distinguió en la guerra de la Independencia en Asturias y fué después una de las primeras víctimas de la reacción. Estuvo casado con D.ª Josefa Queipo de Llano, hermana del conde de Toreno, cuya familia tenía allí su palacio. En la noble casa recayó por concesión de Felipe IV en 1636 el cargo de Alférez mayor del Principado, con voz y voto en las Juntas generales, entrada en ella con capa, espada y daga, y asiento antes de la ciudad de Oviedo; pero D. Alvaro Queipo de Llano, á quien se concedió el privilegio, movido del singular aprecio con que siempre distinguió á la capital, se apresuró á renunciar la última preeminencia en favor de Oviedo.—Ent.: San Juan.—Conc.: San Francisco.
(Canella y Secades, 1887, p. 103)